# Tomioka silkesfabrik
Tomioka silkesfabrik (japanska: 富岡製糸場) är Japans äldsta spinneri.
Fabriken grundades av japanska staten år 1872 och byggdes upp med hjälp av den franska ingenjören Paul Brunat. Den  byggdes av rött tegel och försågs med moderna västerländska maskiner. Tomioka blev snart centrum för den industriella revolutionen i Japan. Industrikomplexet bestod förutom själva spinneriet av lokaler för odling av silkesmaskar, kylda lager för förvaring av grenar av mullbär med silkesmasksägg och en yrkesskola för framtida arbetare. 
Flera hundra kvinnor arbetade i spinneriet och silket exporterades till bland annat Lyon, Milano och New York.
Fabriken övertogs av privata ägare år 1893 och senare av Katakura Industries. Den skadades av bomber vid flera tillfällen under andra världskriget och stängdes slutligen år 1987. Fabriken  underhölls och renoverades av ägarna i många år och skänktes slutligen till staden Tomioka år 2005.
Silkesfabriken med tillhörande byggnader utsågs till världsarv av Unesco år 2014.